# Liodessus bonariensis
Liodessus bonariensis är en skalbaggsart som först beskrevs av Steinheil 1869.  Liodessus bonariensis ingår i släktet Liodessus och familjen dykare. Inga underarter finns listade i Catalogue of Life.